# Sperrstelle Sihlsee

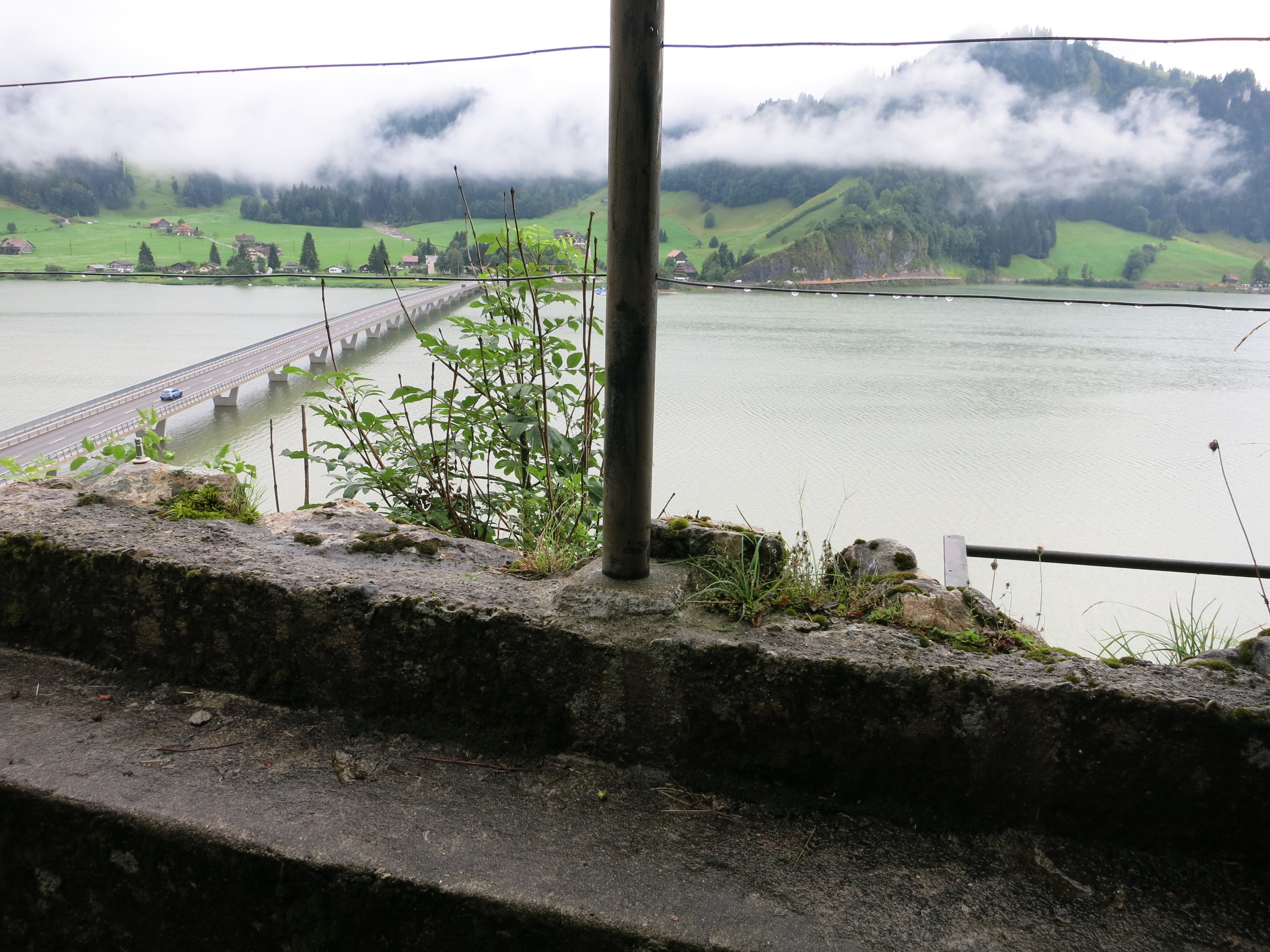
Beobachter Infanteriewerk Ruestel und Gegenwerk Steinach

Die Sperrstelle Sihlsee war eine Verteidigungsstellung der Schweizer Armee. Sie besteht aus den drei Teilsperren Einsiedeln-Horgenberg (Armeebezeichnung Nr. 2406), Schlagberg (Egg SZ) und Ruestel/Steinach Euthal (Nr. 2430). Sie befinden sich entlang des Sihlsees am Reduiteingang zum Becken von Schwyz im Kanton Schwyz.
Die Sperrstelle wurde 1943 gebaut, gehörte zum Einsatzraum der 7. Division, ab 1947 zur Reduitbrigade 24 und wurde 1994 aufgehoben.

## Geschichte
Während des Zweiten Weltkriegs gab die von General Guisan befohlene neue Armeestellung im Reduit (Operationsbefehle Nr. 11, 12, 13) den Anstoss zum Bau der Sperrstelle.
Anfangs 1940 wurde die Schweizer Armee teilweise neu gegliedert und ein 4. Armeekorps geschaffen. Die dem 4. Armeekorps unterstellte 7. Division bezog im September 1939 mit den Infanterieregimentern 31, 33, 34, 85 die Linthstellung. Die Linthebene war in den meisten deutschen Operationsplanungen das Ziel mechanisierter Verbände und/oder Luftlandetruppen.
Mit dem neuen Operationsbefehl des 4. Armeekorps vom Januar 1941 wurde das Dispositiv der 7. Division vom linearen Verteidigungskampf zum tiefgestaffelten Verzögerungskampf (ab Linthebene) angepasst, in dem die Front umgruppiert und auf die Höhenzüge Rinderweidhorn-Stöcklikreuz-Etzel zurückverlegt wurde: primär waren die Zugänge zum Wägital und Sihlseeraum zu sperren und die Höhen östlich des Etzels bis zur Wägitaler Aa zu befestigen. Es wurden die neuen Kampfgruppen «Bataillon Linth» (Sperrstellung hinter der Linth, Linthstauanlagen), «Pfiffegg» (Zugang Wägital), «Oberegg» (Zugang Sihlseeraum), «Etzel» (Etzelübergang) gebildet sowie das Infanterieregiment 34 als Divisionsreserve bestimmt. Die Artillerie (Feldartillerieabteilungen 19 und 21) befand sich im Sihlseeraum.
Die im Raum Etzel und Sihlsee eingesetzte 7. Division erstellte 1941/42 in erster Priorität die Sperren Etzelpass und Ragenau-Büel. In zweiter Priorität wurden 1942/43 die Sperren Schlagberg, Staumauer und Einsiedeln-Horgenberg und schliesslich in dritter Priorität die Sihlseesperre (Euthal) sowie die Sperre Alpthal-Schnüerlimatt gebaut.
Innerhalb des Dispositivs der 7. Division hatten die drei Sperrstellen am Sihlsee hinter der Sperrstelle Schindellegi und dem Stützpunkt Schwantenau (Einsiedeln) die Aufgabe, den gegnerischen Durchbruch mit mechanisierten Mitteln und Infanterie aus dem Zürichseegebiet über die Sihl in Richtung Innerschweiz zu verhindern.

## Teilsperre Einsiedeln-Horgenberg
Die Sperre Horgenberg bei Einsiedeln (Nr. 2406) hatte einen bei der Sperrstelle Etzel und/oder der Sperrstelle Schindellegi bei Biberbrugg durchgebrochenen Angreifer zu stoppen und einen Angriff Richtung Ibergeregg und Alptal zu verhindern.
Ein zweireihiges Geländepanzerhindernis aus BBB-Höckern (Büro für Befestigungsbauten) wurde von drei Bunkern mit Maschinengewehren (Mg) und Panzerabwehrkanonen (Pak) geschützt. Die Sperre wurde 1943 gebaut und lag im Wirkungsraum der Feldartillerie der 6. und 7. Division und wurde von Truppen des Füs Bat 84 gehalten (7. Division).
- Unterstand KP Infanterieregiment Klosterwald (später Füs Bat 184) A 7030 ⊙
- Infanteriebunker Rappennest A 7031 (abgebaut)
- Infanteriebunker Horgenberg A 7032, Pak und Mg ⊙
- Infanteriebunker Hüendermattdamm A 7033, Pak und Mg ⊙
- GPH Horgenberg-Einsiedeln T 3618, zweireihiges Panzerhindernis ⊙
- Barrikaden T 3618.01–T 3618.04
- Barrikade Horgenberg T 3618.05
- Barrikade Hühnermattdamm T 3618.06
- Barrikade Rappennest Strasse T 3619
- Barrikade Rappennest-SOB T 3620[3]

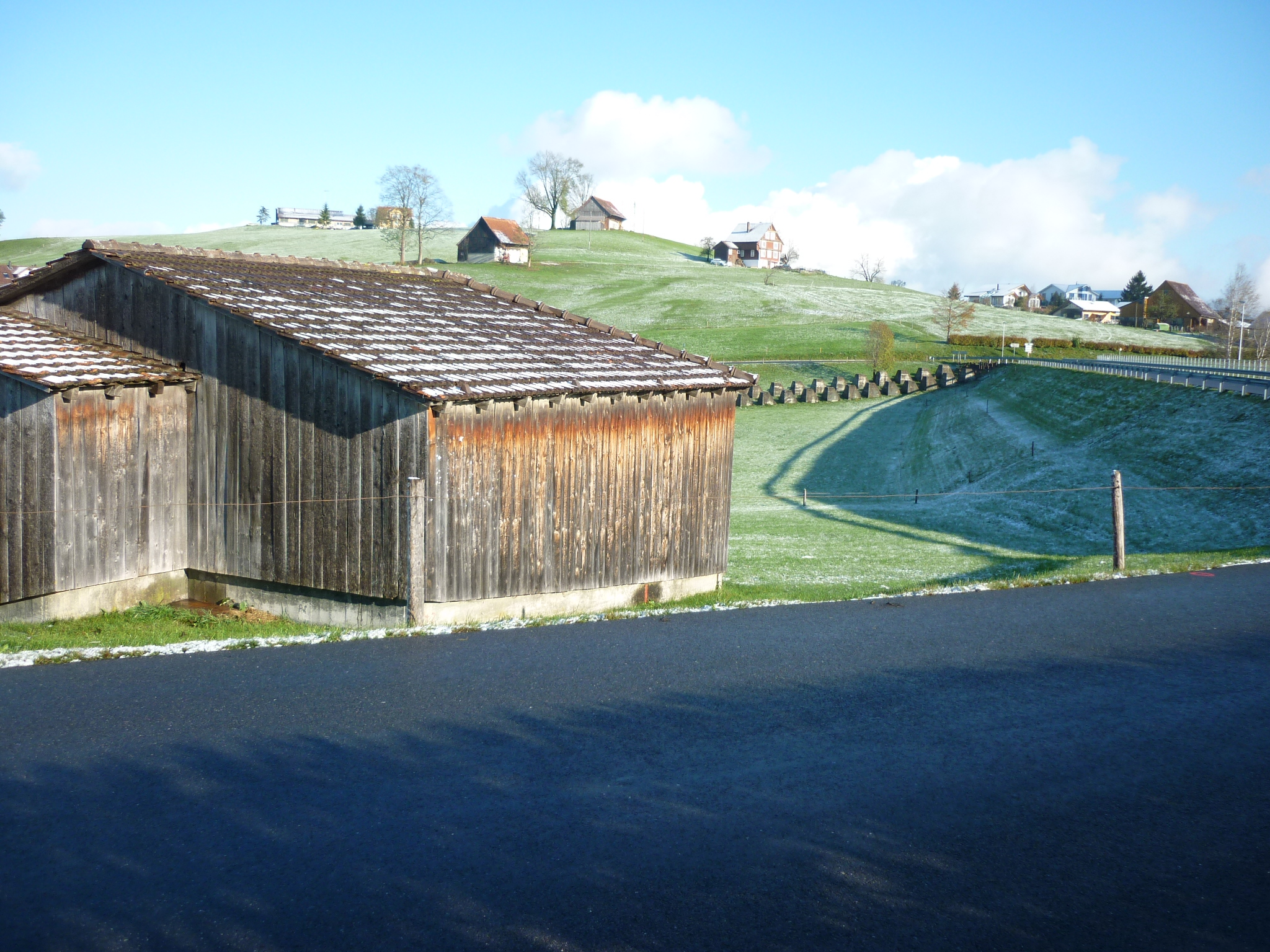
Infanteriebunker Hüendermattdamm A 7033
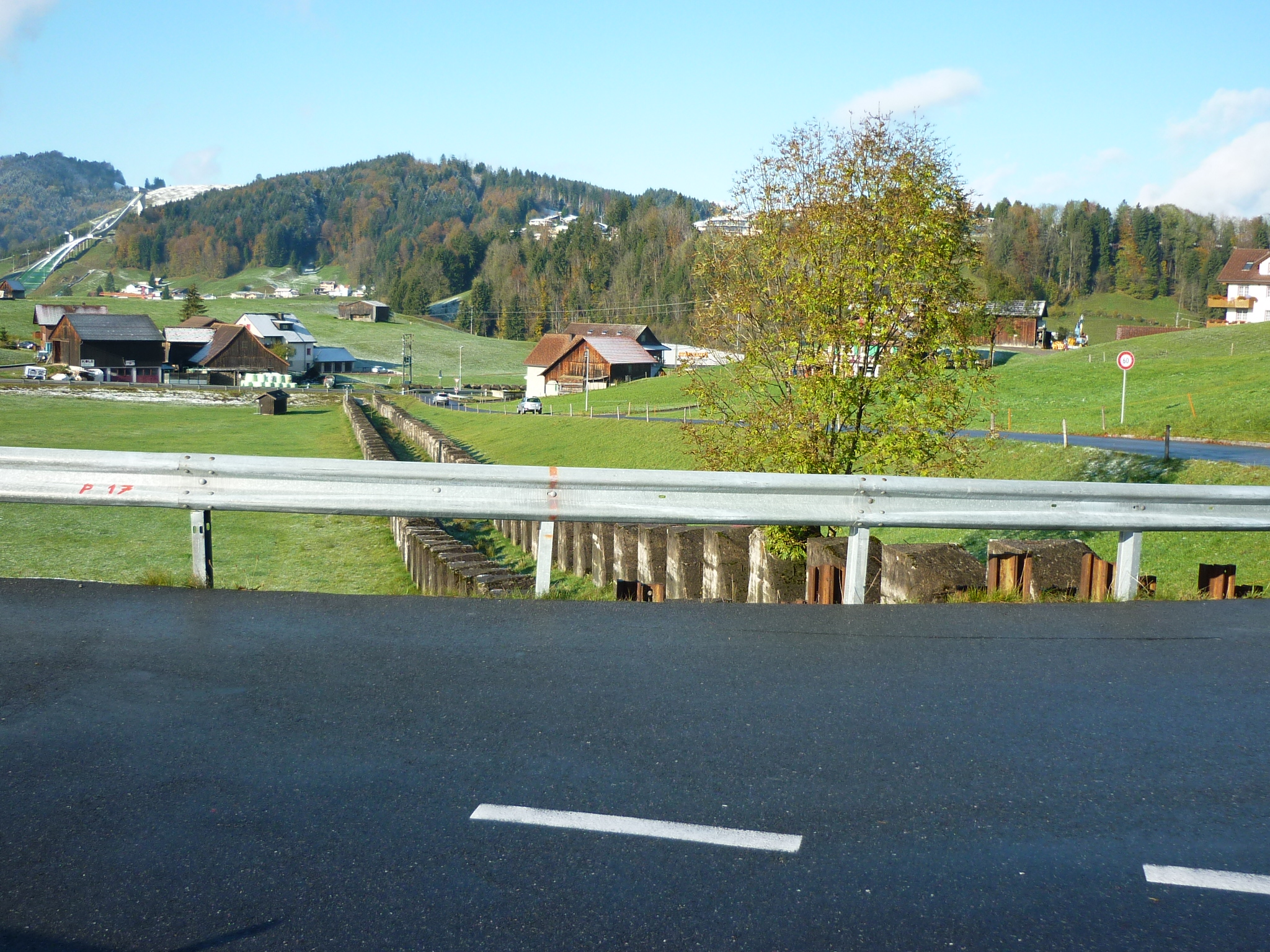
GPH T 3618 mit Infanteriebunker Horgenberg A 7032 im Hintergrund
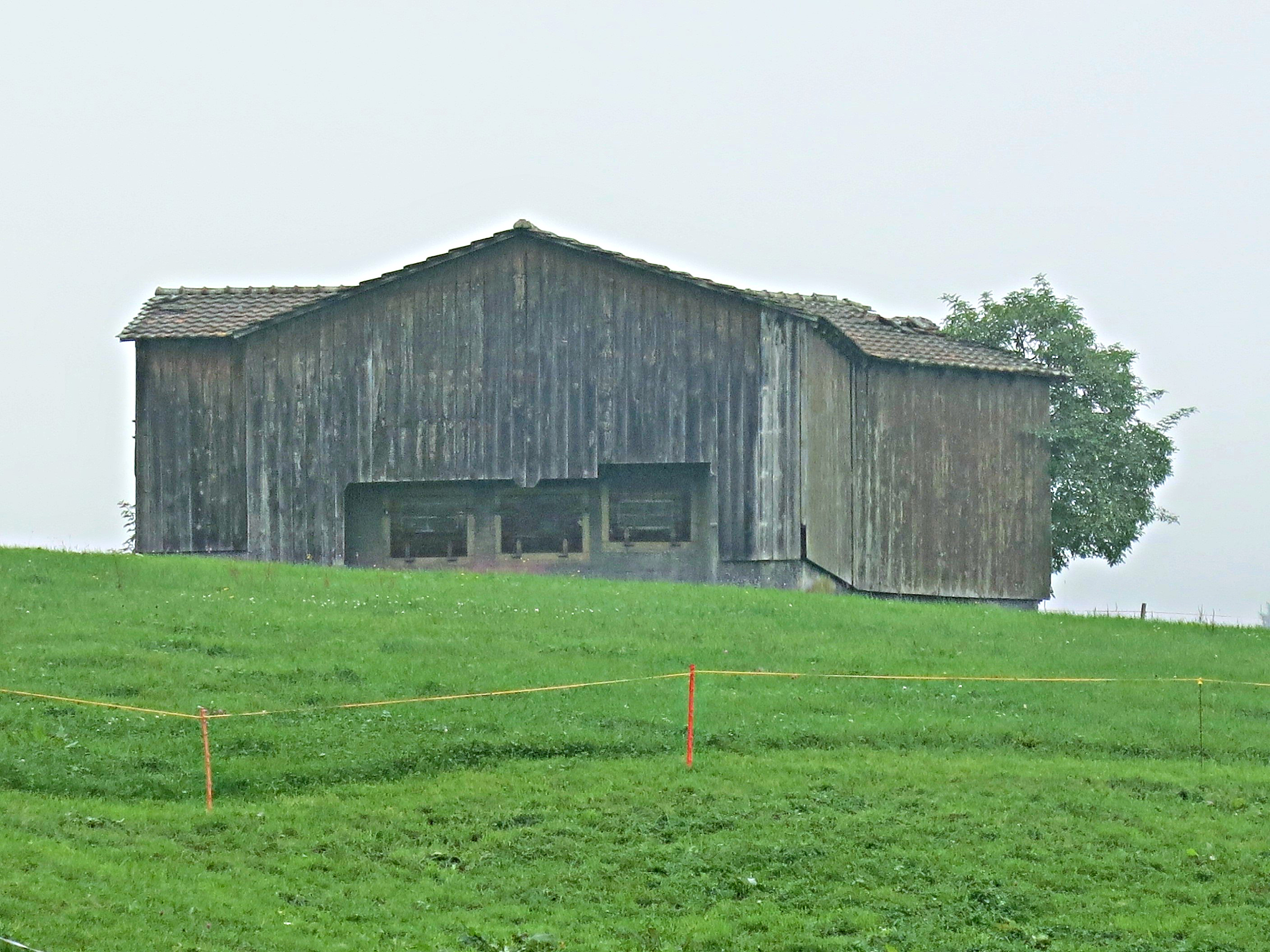
Infanteriebunker Horgenberg A 7032
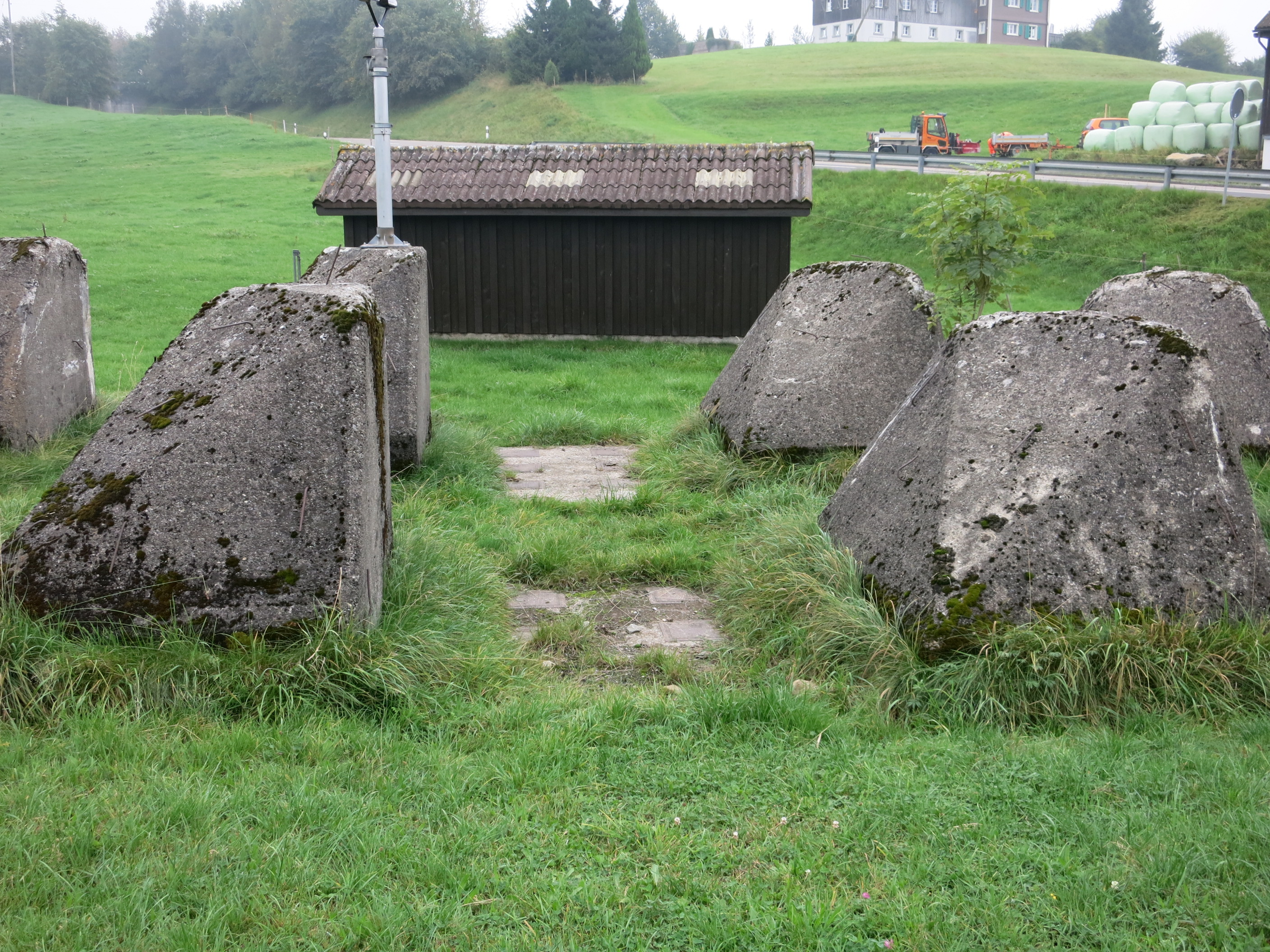
GPH Horgenberg-Einsiedeln T 3618

## Teilsperre Schlagberg (Schlapprig)
Die Sperre Schlagberg hatte die Aufgabe, einen Vorstoss vom Etzel in Richtung Sihlsee-Ibergeregg und Rothenturm zu verhindern. Die 1941 erbauten beiden Bunker waren ursprünglich mit je einer 24-mm-Panzerabwehr-Befestigungskanone (später Mg) und Beob/Lmg ausgerüstet. Sie waren zweigeschossig, oben befand sich der Kampfraum und unten die Unterkunft.
Zur Sperre Schlagberg gehörten zwei Infanteriebunker und drei Unterstände:
- Infanteriebunker Schlagberg West A 7080 ⊙
- Infanteriebunker Schlagberg Ost A 7081 ⊙
- Unterstand (Telefonzentrale Kniewegbach) A 7082
- Unterstand (Telefonzentrale Brandegg) A 7083
- Unterstand (Telefonzentrale Halti) A 7084
- Zweireihiges Geländepanzerhindernis T 3616 (abgebaut)

## Teilsperren Staudamm und Sulzthal
- Infanteriebunker Staudamm-Wärterhaus A 7078 ⊙
- Infanteriebunker Staudamm-See A 7079 ⊙
- Unterstand Sulzthal-Süd A 7064 ⊙
- Unterstand Sulzthal-Süd A 7065 ⊙
- Unterstand Sulzthal-Nord A 7070 ⊙
- Unterstand Sulzthal-Nord A 7071 ⊙

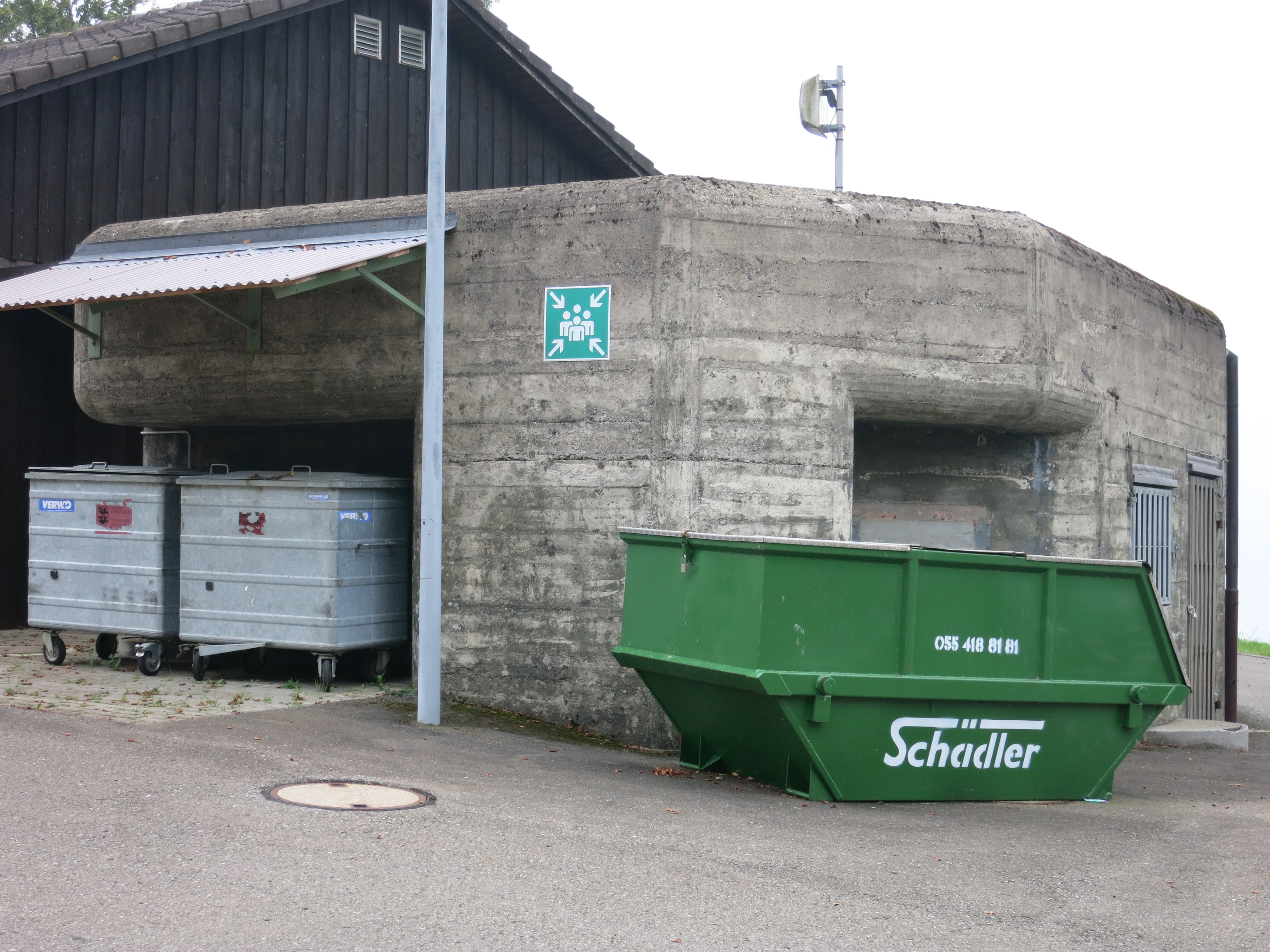
Infanteriebunker Staudamm-Wärterhaus A 7078
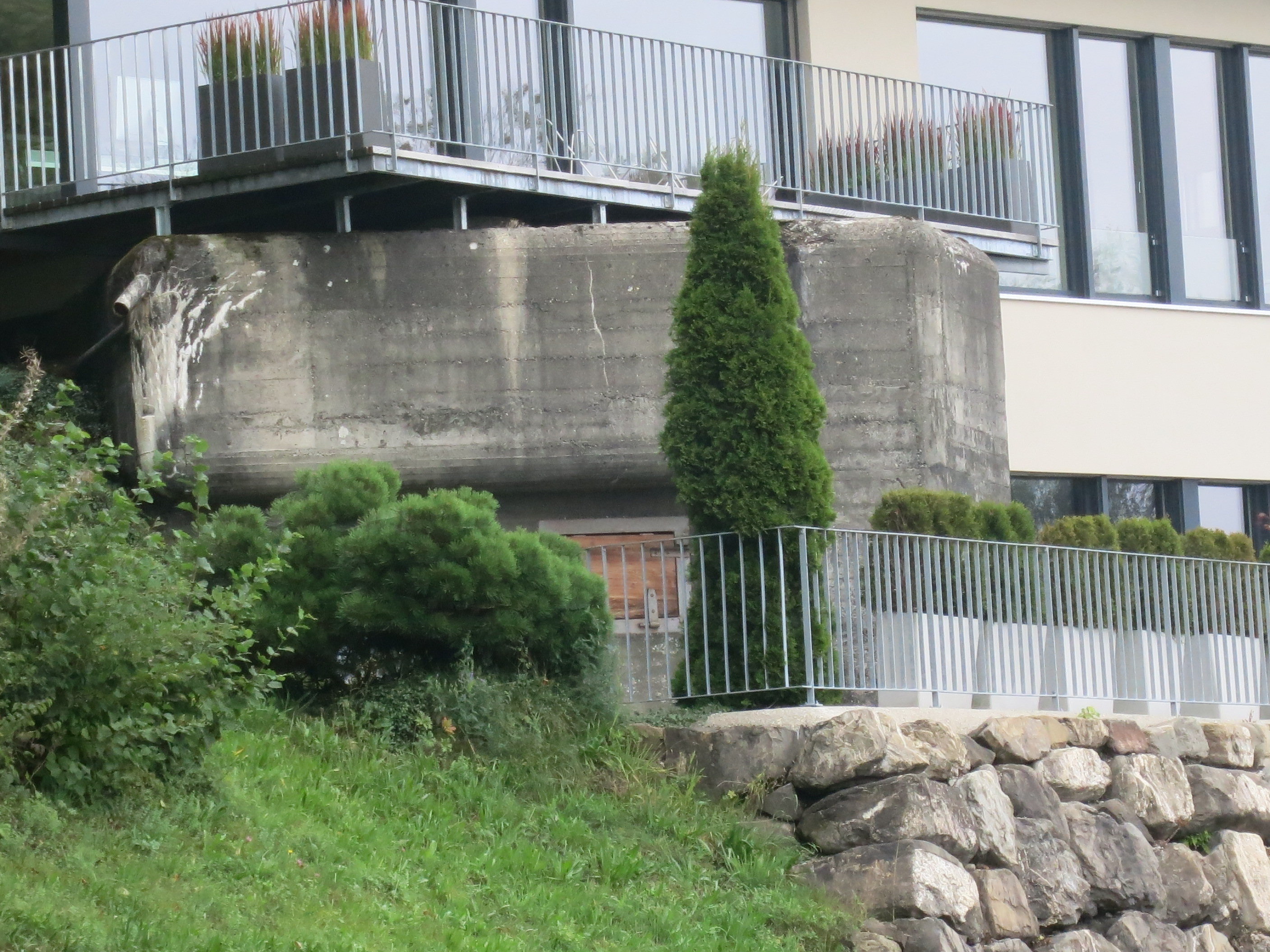
Infanteriebunker Staudamm-See A 7079
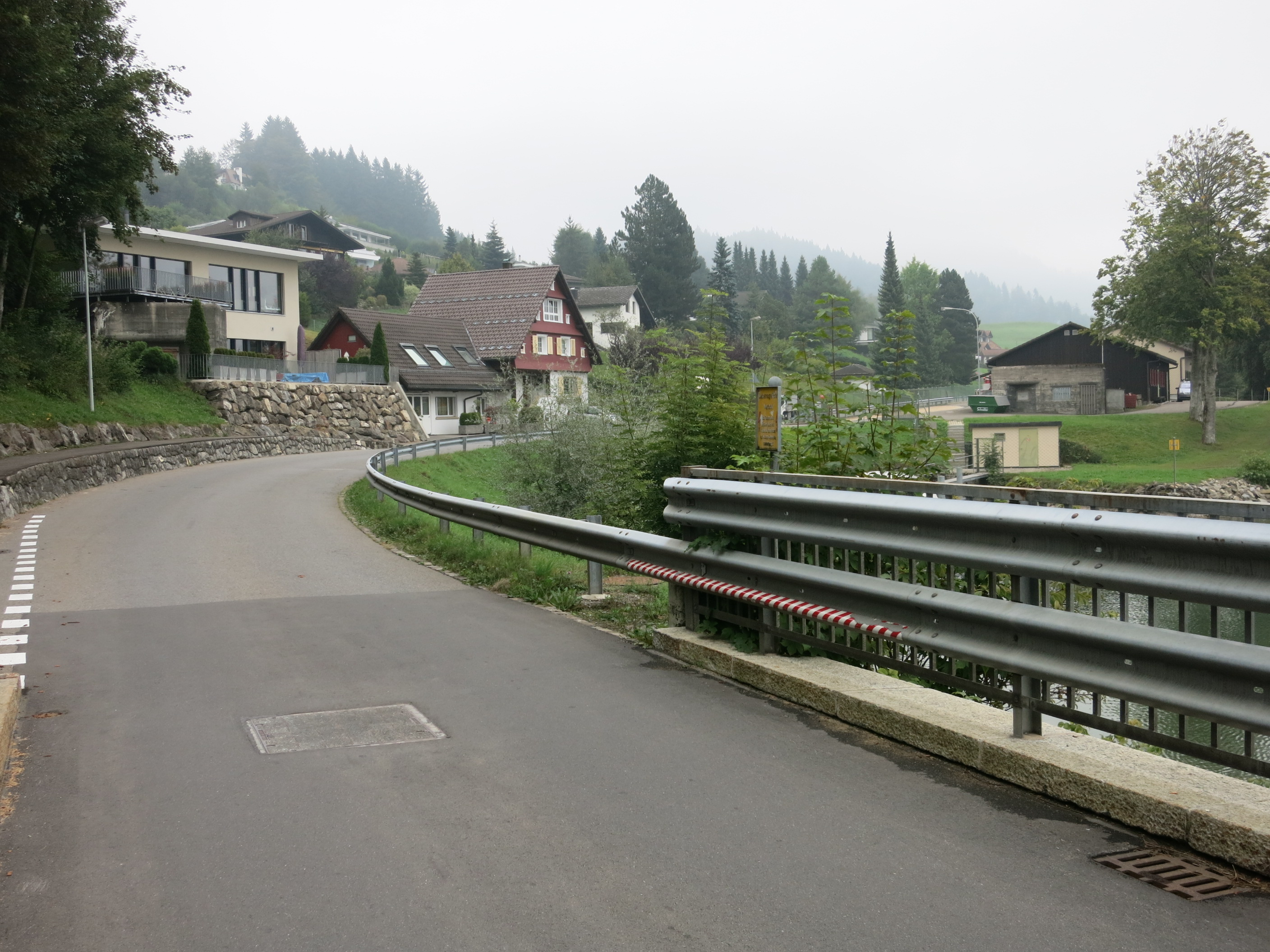
Bunker A 7078 und A 7079 von Staumauer

## Teilsperre Sihlsee (Euthal)
Die drei Sperrstellen am Sihlsee sollten einen bei Einsiedeln-Horgenberg und/oder bei Schlagberg (Egg) durchgebrochenen Gegner bei Rüstel/Steinach (Euthal) stoppen und einen Vorstoss in Richtung Ibergeregg und Schwyz verhindern. Die Waffen der Infanteriewerke hatten die Strasse und den See auf der gegenüberliegenden Seeseite unter Beschuss zu nehmen. Sie wurde 1943 als dritte Sperre fertig gestellt und diente bis 1994 dem Verteidigungsdispositiv der Reduitbrigade 24.
Zur Sperre Sihlsee (Armeebezeichnung Nr. 2430) gehörten zwei Infanteriewerke, zwei Infanteriebunker und zwei Unterstände:

### Infanteriewerk Steinbach
- Infanteriewerk Steinbach A 7010 ⊙: Das Felswerk bestand aus zwei Kavernen mit Küche und Sanitäranlagen. Sie diente als Unterkunft für die Schwere Motorbatterie 113 und als Abteilungsfeuerleitstelle und Kommandoposten für die Schwere Kanonenabteilung 7.
- Aussenbunker Steinbach A 7009 mit 24-mm-Panzerbunkerkanone, später Mg 51 (2015 wegen Strassenverbreiterung abgebaut?) ⊙
- Unterstand A 7005 ⊙
- Unterstand A 7006 ⊙
- Strassensperre T 3622 (abgebrochen) ⊙
- Strassensperre T 3623 (abgebrochen) ⊙[4]

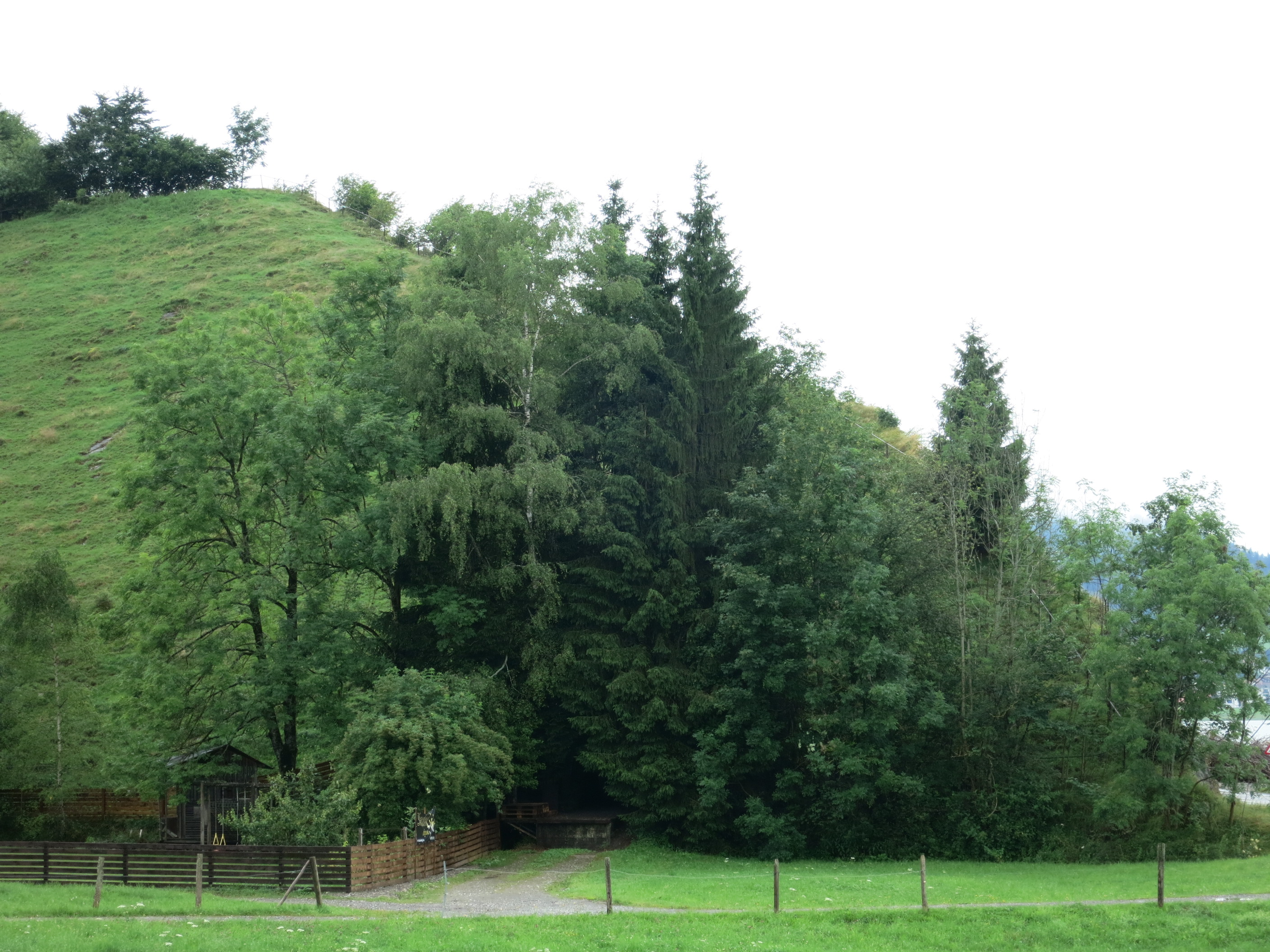
IW Steinbach, Eingang
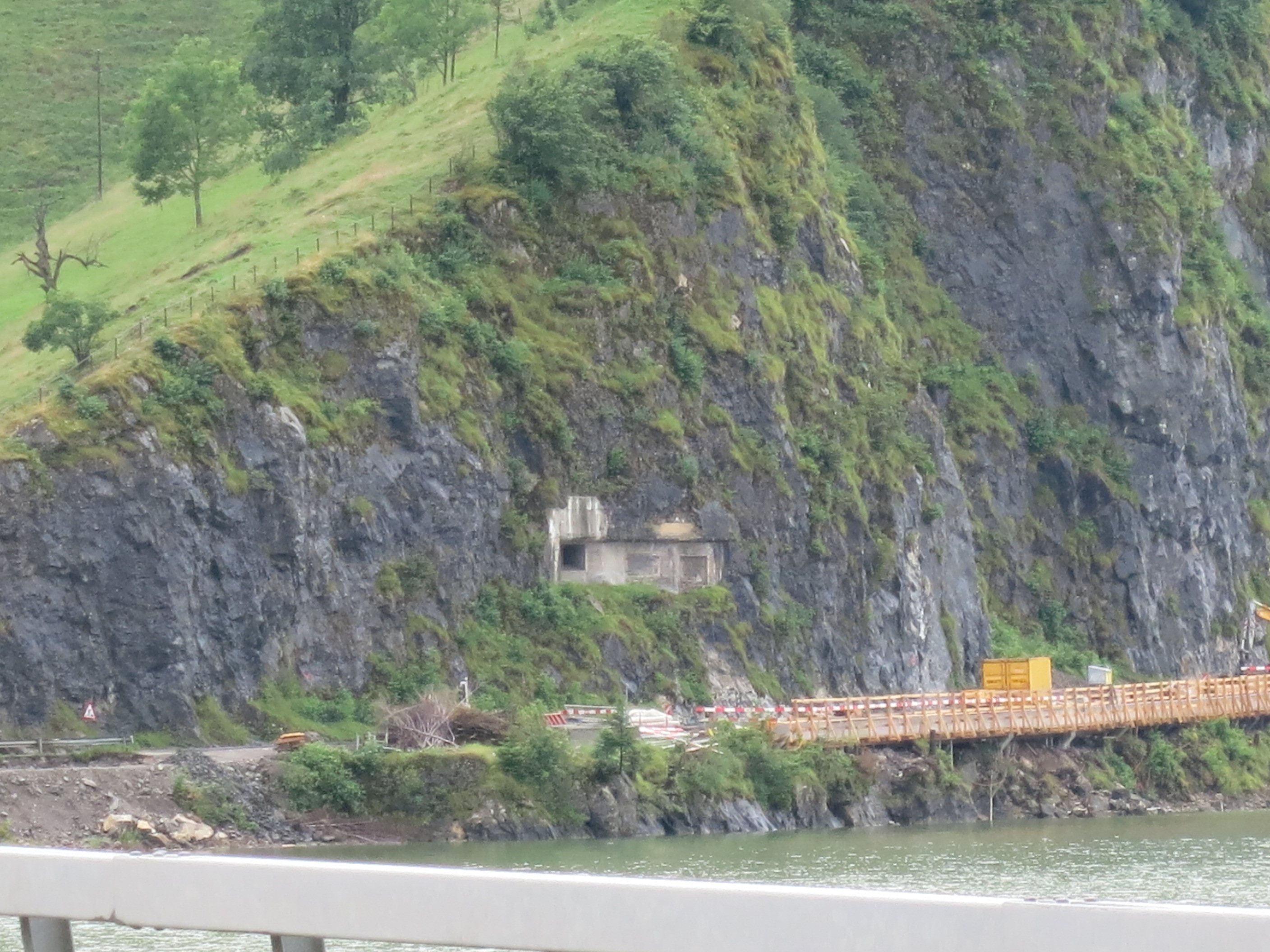
IW Steinbach
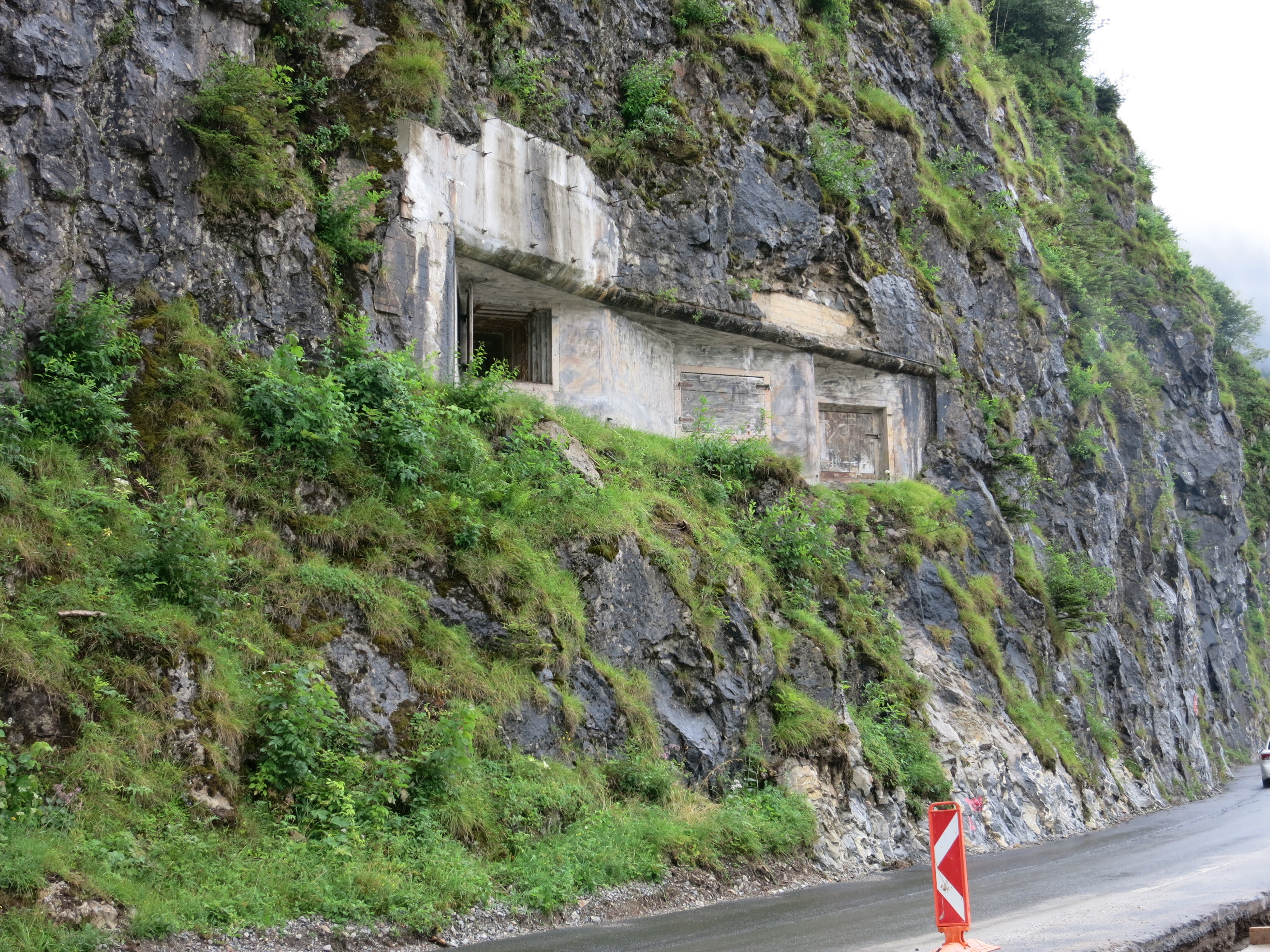
IW Steinbach über der Strasse Einsiedeln–Euthal
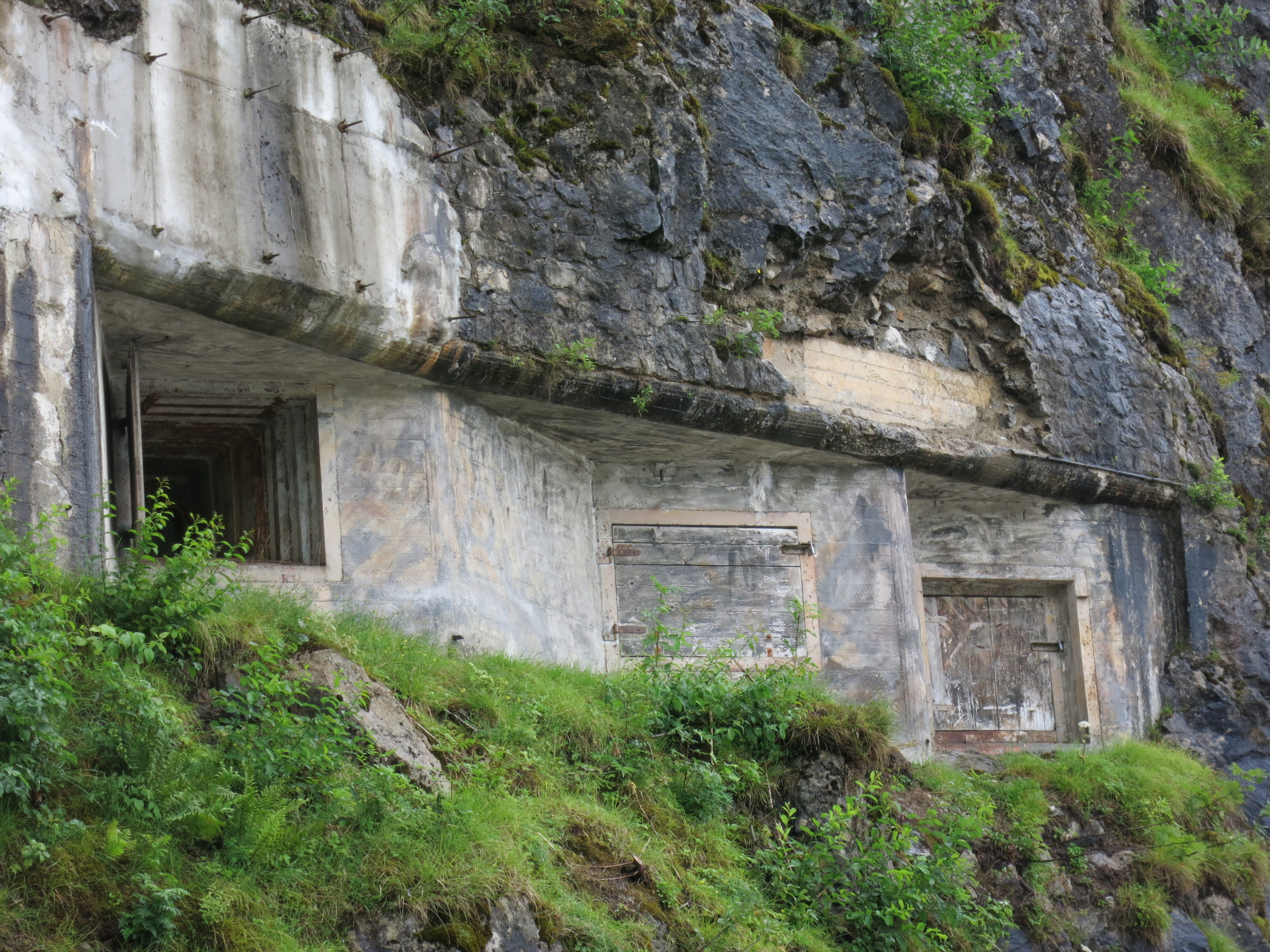
IW Steinbach: Scharten Pak-Beob-Mg

### Infanteriewerk Ruestel/Rüstel
- Infanteriewerk Ruestel A 7008 ⊙: Das Felswerk verfügt über Unterkunft, Telefonzentrale, Küche, Funkraum, Munitionsmagazin, Mg-Stand, Beobachterstand, Pak-Stand, Toilette und Eingangsbereich. Oberhalb des Werks befinden sich betonierte Schützengräben als permanente Waffenstellung mit Unterstand und Beobachter. Die Bewaffnung bestand aus je einer 4,7-cm-Panzerabwehrkanone 41 und Mg 11, Lmg 25 (1943–1955), später 9-cm-Panzerabwehrkanone 50/57, Mg 51 und Sturmgewehr 57 (1955–1994).
- Aussenbunker Ruestel See A 7007 (2011 abgebaut) ⊙: Der Aussenbunker Rüstel See A 7007 hatte zusammen mit den Infanterieanlagen auf der Abdeckung (betonierte Schützengräben und Schützenstände) die Aufgabe, das Werk Ruestel aussen sowie die Strasse Willerzell–Euthal im Brückenbereich zu sichern. Die Bewaffnung bestand aus einer 24-mm-Panzerbunkerkanone 38/41 und Lmg 25 (1943–1960), später mit Mg 51 und Sturmgewehr 57 (1960–1994).
- Strassensperren T 3624 (abgebrochen) ⊙[5]

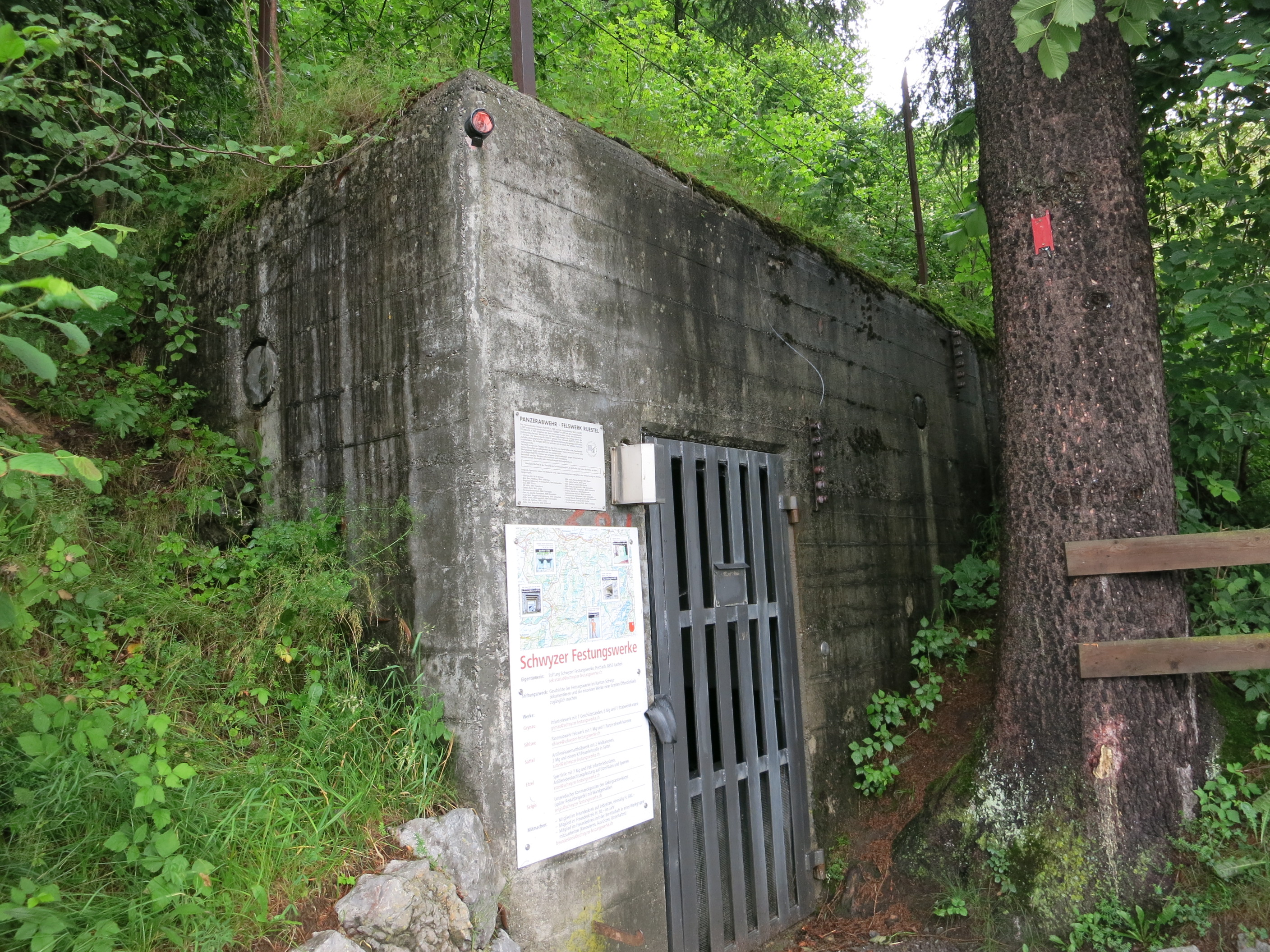
IW Ruestel, Eingang
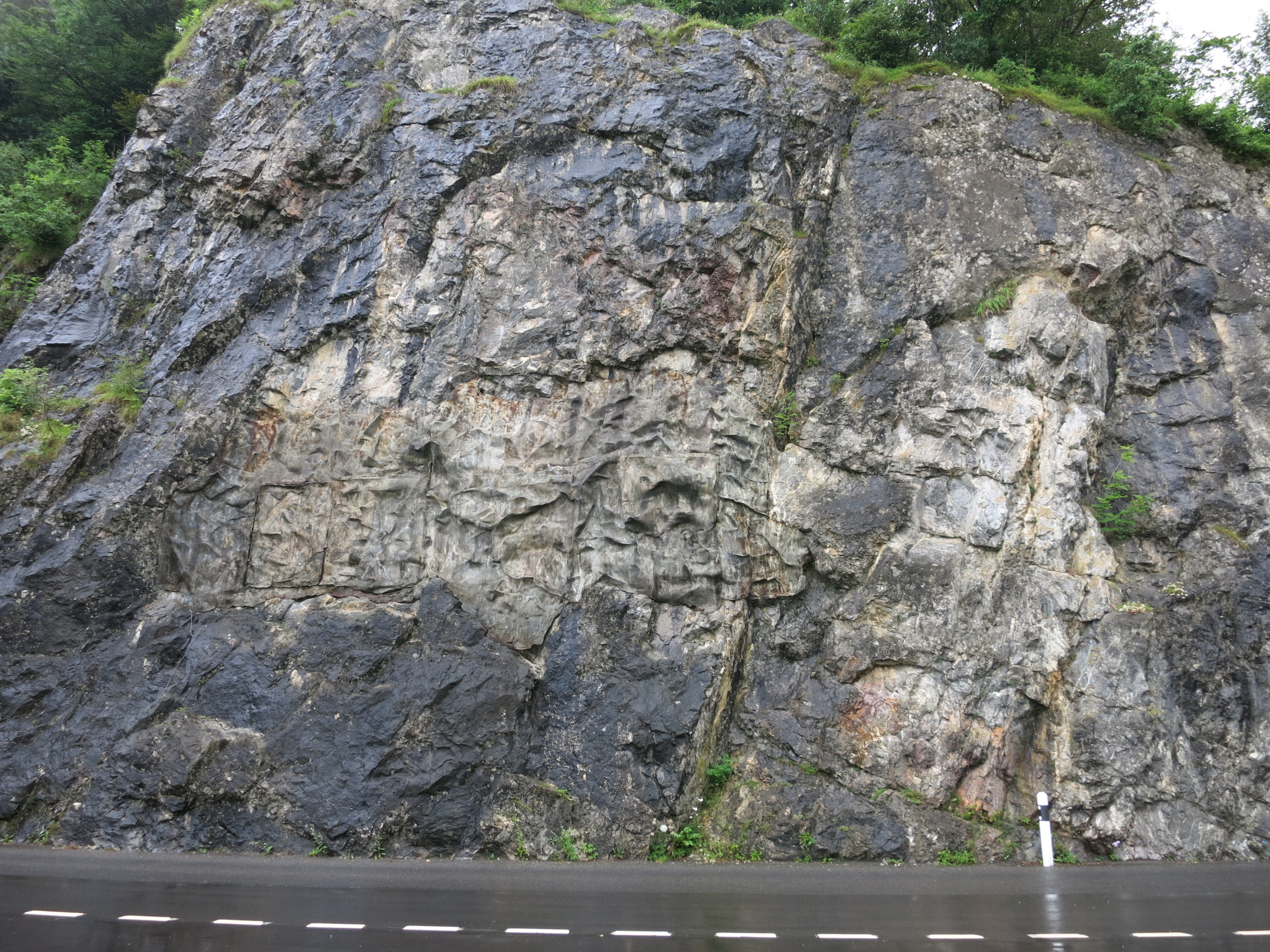
IW Ruestel: Scharten Mg-Beob-Pak
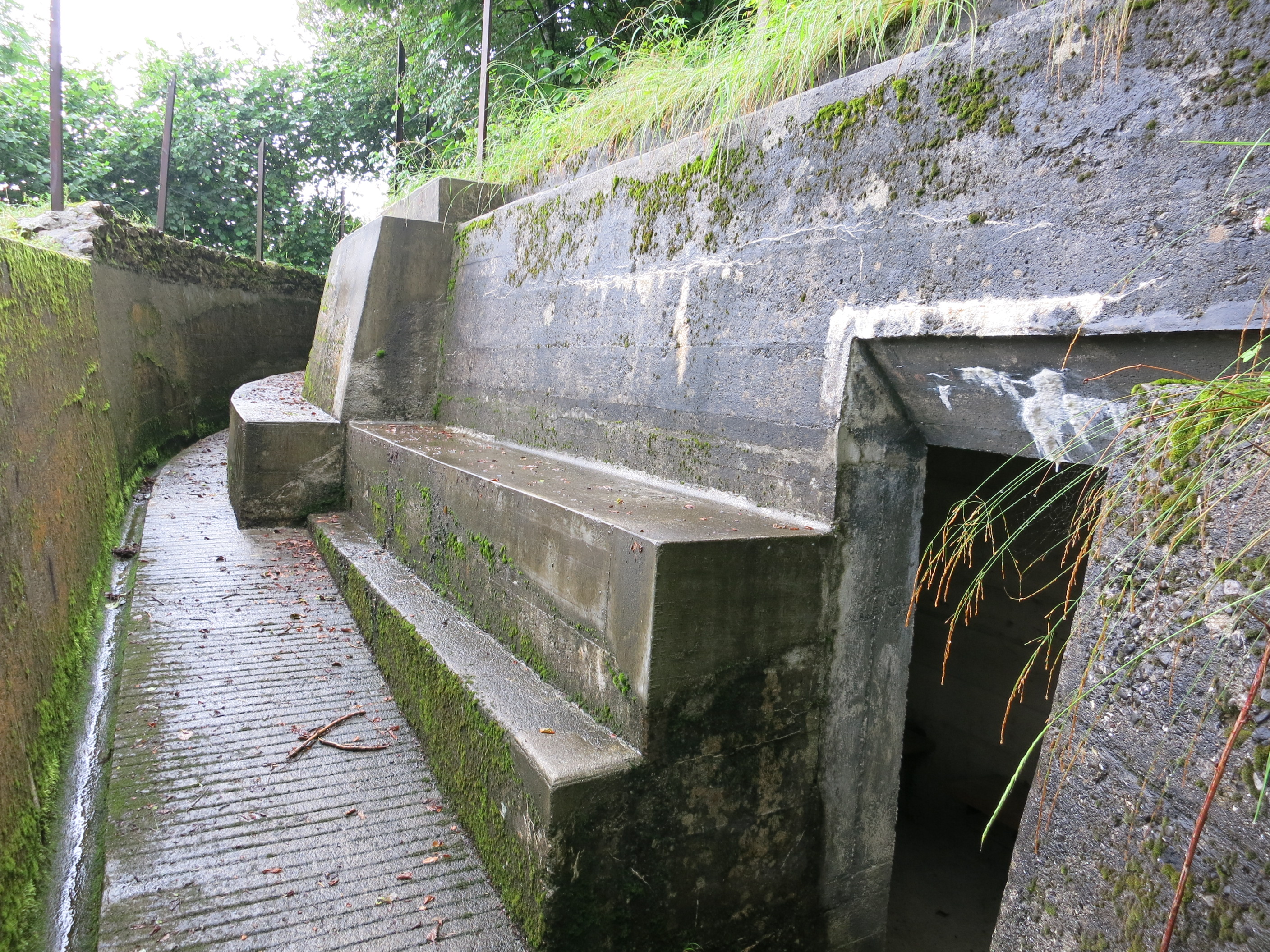
IW Ruestel: Schützengraben mit Unterstand
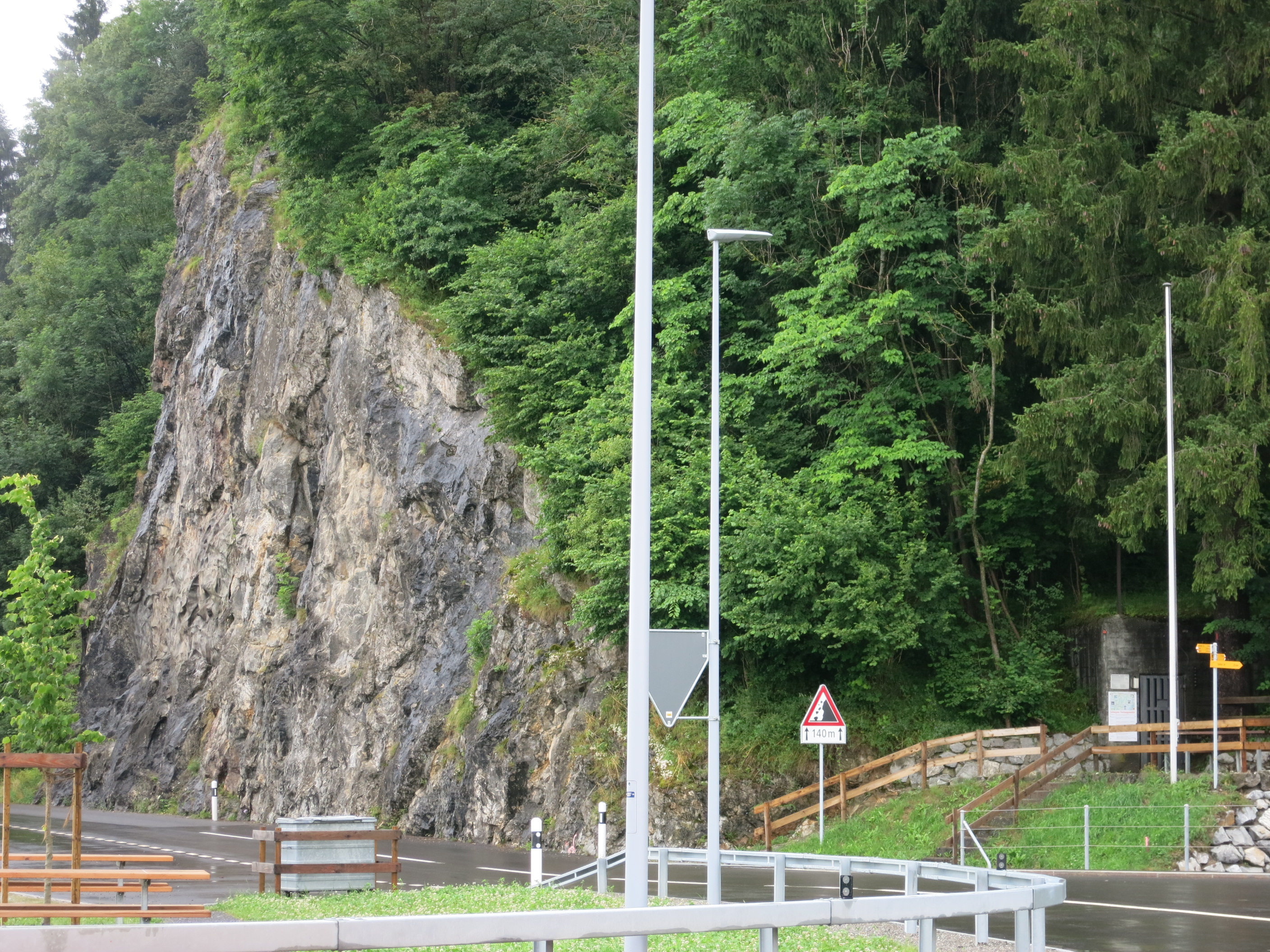
IW Ruestel

## Militärhistorische Vereine
Die Stiftung Schwyzer Festungswerke ist im Besitze von militärhistorischen Anlagen im ehemaligen Einsatzraum der 7. Division, die sie der Öffentlichkeit mit Tagen der offenen Türe und anlässlich von Führungen zugänglich macht. Sie erwarb 2001 die Anlagen Ruestel und Ruestel See, wobei der Infanteriebunker Ruestel See 2011 dem neuen Steinbachviadukt weichen musste.